# Коста-Рика на летних Олимпийских играх 1996
Коста-Рика принимала участие в Летних Олимпийских играх 1996 года в Атланте (США) в десятый раз за свою историю, и завоевала одну золотую медаль — первую и единственную золотую олимпийскую медаль в истории Коста-Рики. Сборная страны состояла из 11 спортсменов (6 мужчин, 5 женщин).

## Медалисты
| Медаль | Спортсмен    | Вид спорта | Дисциплина                    |
| ------ | ------------ | ---------- | ----------------------------- |
| Золото | Клаудия Полл | Плавание   | Женщины, 200 м вольным стилем |